# 北陸代理戦争
『北陸代理戦争』（ほくりくだいりせんそう、Proxy War in Hokuriku ）は、1977年の日本映画。主演：松方弘樹、監督：深作欣二。東映京都撮影所製作、東映配給。

## 概要
深作欣二監督による実録映画最終作。福井市・三国町・敦賀市・輪島市・金沢市を舞台に、関西・名古屋を巻き込んだ地元ヤクザの抗争を描く。ラストには「俗に北陸三県の気質を称して越中強盗、加賀乞食、越前詐欺師と言うが、この三者に共通しているのは生きるためにはなりふり構わず、手段を選ばぬ特有のしぶとさである」のナレーションが流れる。
映画公開一ヵ月半後の昭和52年（1977年）4月13日午後1時5分、本作品の主人公のモデルとなった川内組の組長・川内弘が映画同様、地元の喫茶店で射殺された（三国事件）。川内の襲撃された状況が、本作前半の襲撃場面と酷似しており、まるで映画と現実が連動し、映画が原因で実際に殺人事件を起こしてしまうという危なさで、映画が進行中のやくざの抗争に影響を与えたという逸話のインパクトは、他の追随を許さない。このため本作は実録ヤクザ映画の"極北"とも評される。福井市郊外にあるこの喫茶店は川内が好んで通った店で、店の内部は東映京都撮影所に作られたセットであるが、外観は実際の建物である。深作が実録路線から撤退したのはこの三国事件のためともいわれる。深作は撮影後に川内から手紙を受け取っている。
予告編のBGMには、「狂った野獣」、「実録外伝 大阪電撃作戦」、「暴動島根刑務所」、「暴走パニック 大激突」の一部が使われており、「仁義なき戦い 頂上作戦」の映像が使われている。

## あらすじ
福井市にある暴力団富安組の若頭・川田登は、組長の安浦が競艇場利権を譲渡する約束を破ったため、安浦をリンチ。おびえた安浦が弟分・万谷を介して大阪浅田組・金井に相談したため、金井は手打ちの仲介名目で北陸進出にのり出すことになる。

## 出演者
- 松方弘樹 - 川田登 モデルは川内弘
- 野川由美子 - 仲井きく
- 伊吹吾郎 - 谷中組幹部・竹井義光
- 高橋洋子 - きくと隆士の妹・仲井信子
- 地井武男 - 金井組組員・仲井隆士
- 矢吹二朗 - 川田の若衆・花巻伝
- 中原早苗 - 安浦の妻・安浦あさ
- 天津敏 - 名古屋竜ケ崎一家組長・元村武雄
- 織本順吉 - 金沢谷中組組長・谷中政吉
- 中谷一郎 - 浅田組幹部・吉種正和
- 林彰太郎 - 馬場幸吉
- 曽根将之 - 金井組幹部・大崎軍次
- 牧冬吉 - 金井組幹部・能田孝雄
- 西田良 - 麻生常司
- 榎木兵衛 - 金井組組員・梁文男
- 小林稔侍 - 金井組組員・朴竜国
- 平沢彰
- 鈴木康弘 - 波川
- 有川正治 - 河島平吉
- 野口貴史 - 植村厚志
- 白川浩二郎 - 西本昭
- 片桐竜次 - 金井組組員・黄東明
- 五十嵐義弘 - 岸達之助
- 成瀬正 - 村田国平
- 阿波地大輔 - 守田一夫
- 蓑和田良太 - 富山刑務所の看守
- 秋山勝俊 - 利本保治
- 笹木俊志 - 神明松男
- 松本泰郎 - 野中徹三
- 広瀬義宣 - 小泉邦彦
- 国一太郎 - 草壁警部
- 高並功 - 橋口京一
- 木谷邦臣 - 赤土良男
- 勝野賢三
- 司裕介 - 山下
- 奈辺悟 - 津賀忠
- 福本清三 - 押坂仙吉
- 藤長照夫 - 幹部
- 小田正作 - 布施静雄
- 小峰一男 - 隅田祥二
- 藤沢徹夫 - 桑原長吉
- 岩尾正隆 - 杉谷洋
- 紅かおる - ウエイトレス
- 奥村裕子 - あんま
- 宮城幸生
- 森谷譲
- 志茂山高也 - 佐藤
- 白井孝司 - 上原
- 山田良樹
- 矢部義章
- 森源太郎
- 酒井哲 - ナレーター
- ハナ肇 - 万谷喜一
- 遠藤太津朗 - 浅田組幹部・岡野信安 モデルは菅谷政雄
- 成田三樹夫 - 浅田組幹部・久保利夫
- 西村晃 - 安浦富蔵 モデルは津原雅也こと岩佐政治
- 千葉真一 - 大阪浅田組系金井組組長・金井八郎 モデルは柳川次郎

## スタッフ
- 監督 ： 深作欣二
- 脚本 ： 高田宏治
- 企画 ： 日下部五朗・橋本慶一・奈村協
- 撮影 ： 中島徹
- 音楽 ： 津島利章
- 美術 ： 井川徳道
- 編集 ： 堀池幸三
- 製作  :  東映京都撮影所

## 製作

### 企画
企画、及びタイトル命名は、岡田茂東映社長。当時岡田が漢字の題名を先に考え、出来たタイトルで映画を作れと現場に指示していた。『資金源強奪』『強盗放火殺人囚』等も同じで、本作も岡田が先にタイトルを作り、高田宏治に脚本を発注した。
当初は『新仁義なき戦い』シリーズの一編として制作が予定されていたが、同シリーズを主演していた菅原文太が、「実録としての"仁義なき戦い"はもう終わったと思う」などと発言し、実録映画出演拒否の姿勢を打ち出していたことから、別作品として制作・公開された。深作は「彼（菅原）も飽き飽きしていたんじゃないですか」と回顧している。

### キャスティング
竹井役は渡瀬恒彦が演じていたが、撮影中に雪中での自動車事故に遭い重傷を負ったため、急きょ伊吹吾郎に交代した。映画館で上映されていた予告編では渡瀬の出演するシーンがある。ノンクレジットながら中島貞夫は「現場は怪我人続出で封切に間に合わないと、サクさんからB班の監督を頼まれた。『コンテある?』『そんなもんねえよ』というやり取りがあった。恒さんとは『毎回これでやめるか』と言い続けていたんだが、あの事故が起きてしまった。それがあいつの運命なんだけど…いろんな意味で『北陸』は限界だったな。あれで動きが取れなくなってしまった。『狂った野獣』の挑戦が仇になってしまった。それだけが苦い思い出です」などと述べている。
高橋洋子は唯一の東映映画出演。高橋は「『北陸代理戦争』でようやく深作組に入ることができたんですよ。『宵待草』（日活）とかも全然色が違うし、斎藤耕一監督もモダンだから。今までがトランプだったとすると、東映は花札という色合いを感じましたね」「当時はテレビ映画も多かったから、撮影所にはビシッとかつらをかぶった人たちがたくさんいて。片や深作組の側を見ると本物か！という人たちがたくさんいて」などと述べている。高橋は市川崑監督の『悪魔の手毬唄』（東宝）と撮影が掛け持ち。東京との往復も大変で、若かったからできたという。高田宏治は「本当に高橋洋子には『極道の妻たち』に出てもらいたかった。あのすさまじさはないよね。惜しいことしたなと思いますよ」などと述べている。

### 脚本
川内弘率いる川内組は1977年当時、全国14県に支部を置き、400名の組員を擁する日本有数のやくざ組織。組長川内弘は“北陸の帝王”とも呼ばれた武闘派ヤクザだった。しかし山口組内で最も大きな勢力を誇る菅谷組の下部団体という苦哀を味わい、次第に親分格の菅谷政雄菅谷組組長と反目し合うようになっていた。脚本家・高田宏治にとっても「仁義なき戦いシリーズ」で名を馳せた脚本家・笠原和夫は超えねばならぬ壁。『仁義なき戦い 完結篇』では笠原の降板という形で脚本を引き受けたが、シリーズ最大のヒットを記録したにも関わらず、当時の高田へ向ける周囲の目は冷ややかなものであったという。高田は真っ只中だった暴力団抗争の渦中に飛び込んで取材を敢行。新境地を開くために苦闘していた高田は『北陸代理戦争』の取材中、川内から「その人を倒さんと男になれん、それが北陸やくざいうもんでね…わたしはその人を倒して男になった」と聞いた。川内のこの言葉を聞いて高田は感銘を受けた。川内のいう「その人」とは菅谷政雄で、高田にとっての「その人」笠原和夫と完全にダブった。本作クランクインの日に川内は菅谷に破門にされる。菅谷の命を受けた襲撃部隊が川内を射殺し、事件を重要視した山口組執行部は一同名義で菅谷を絶縁処分とした（菅谷政雄#山口組からの絶縁と菅谷組の解散）。ホンのラストシーンに書いていた「北陸じゃ、盃くれた方がマトにされるんです、あんたも、長生きしたかったら、早い目に俺を殺した方がいいですよ」という台詞も「勝てない迄も、刺し違えることは出来ます、虫ケラにも、五分の意地って言いますからね」と和らげられはしたが、高田脚本はモデルである川内と菅谷への配慮がまだ足りず、川内という素材への惚れこみが完全に裏目に出た。シナリオは予言の書となり、二人は抗争の真っ只中へと突っ込んでいってしまった。

### 撮影
高田は「文太が降りたから、弘樹も意気込んでいたし、作さんも意地になっていたね。ヤクザものはこれで最後だと思っていたみたい。だからみんなこれにかけていたんですよ」「全部本当の話だから生々しいんだわ」などと述べている。本作は現在進行中の抗争を映画化し、映画の製作が原因でモデルとなったやくざを刺激した。飛び交う雑音を無視して岡田東映社長が「こういう生々しいのはええ」と製作を推し進めさせたといわれる。『仁義なき戦い』を始め、深作欣二×笠原和夫の実録映画はライブ中に取材した作品はなく、高田は、笠原を越えたいという思いから抗争渦中の現地に飛び込み取材を敢行した。しかし福井県警の干渉を受けたり、大雪で撮影が難航したり、前述の主役、準主役の交替など撮影時から多くのトラブルにも見舞われ、「仁義なき戦い」というネームバリューを外されたこと、興行力のある菅原が降板したこと、客層が変化したことなどの理由で配収が2億円に届かない記録的な不入りとなり、実録路線終幕の切っ掛けになったとされる。

## 影響
しかし監督の深作、及び脚本の高田宏治は、その後大作を製作し、さらなる名声を得た。深作は「実録路線」を切り上げ、様々なジャンルの大作を手掛けた。高田は『鬼龍院花子の生涯』や『極道の妻たちシリーズ』などの「東映女やくざ路線」に繋げた。本作はその分岐点といえる作品であった。
迫に乗せられ、深作と高田は次の"花道"に出たが、親分を失くして"奈落"に落とされた極道には次の"舞台"はなく、親分が命を落とす一因になった本作を川内組の子分たちは未だに許していないという。事件を取材し2014年に『映画の奈落 北陸代理戦争事件』を刊行した伊藤彰彦は、それが一番辛かったと話している。

## 同時上映
- 『ピラニア軍団 ダボシャツの天』
  - 主演：川谷拓三、監督：山下耕作、原作：政岡としや、脚色：松本功[11]。

## 関連書籍
- 伊藤彰彦『映画の奈落 北陸代理戦争事件』国書刊行会、2014年5月。ISBN 978-4336058102。講談社＋α文庫、2016年4月。ISBN 978-4062816250